# Robin Knoche
Robin Knoche (Brunswick, Alemania, 22 de mayo de 1992) es un futbolista alemán que juega de defensa en el 1. F. C. Núremberg de la 2. Bundesliga.

## Clubes
| Club               | País     | Año       |
| ------------------ | -------- | --------- |
| VfL Wolfsburgo II  | Alemania | 2010-2012 |
| VfL Wolfsburgo     | Alemania | 2012-2020 |
| F. C. Union Berlin | Alemania | 2020-2024 |
| 1. F. C. Núremberg | Alemania | 2024-     |

## Palmarés

### Campeonatos nacionales
| Título                | Club           | País     | Año  |
| --------------------- | -------------- | -------- | ---- |
| Copa de Alemania      | VfL Wolfsburgo | Alemania | 2015 |
| Supercopa de Alemania | VfL Wolfsburgo | Alemania | 2015 |